# N660 (België)
De N660 is een gewestweg in de Belgische provincie Luik. De weg verbindt de N659 in Recht met de N62 E421 in Ligneuville. De weg heeft een lengte van ongeveer 6 kilometer.

## Plaatsen langs de N660
- Recht
- Pont
- Ligneuville

## N660a
De N660a is een gewestweg in de Belgische provincie Luik. De weg verbindt op- en afritten Vielsalm van de A27 E42 met de N660. De heeft een lengte van ongeveer 750 meter.
Het wegstuk ligt ten westen bij de plaats Pont ten noorden van Recht.